# 纯色丛鸦
纯色丛鸦（学名：Aphelocoma unicolor），是鸦科丛鸦属的一种，分布于萨尔瓦多、尼加拉瓜、危地马拉、墨西哥和洪都拉斯。全球活动范围约为148,000平方千米。该物种的保护状况被评为无危。
其种加词unicolor意为“单色的”。
纯色丛鸦的平均体重约为124.0克。栖息地包括亚热带或热带严重退化的前森林和亚热带或热带的湿润山地林。